# 샤리아트푸르구

방글라데시 샤리아트푸르구

샤리아트푸르구(벵골어: শরিয়তপুর জেলা)는 방글라데시 중부 다카주의 행정 구역이다.

## 지리학
샤리아트푸르구는 북쪽으로는 문시간지구, 남쪽으로는 바리살구, 동쪽으로는 찬드푸르구, 서쪽으로는 마다리푸르구와 접한다. 주요 강으로는 파드마, 메그나, 팔롱, 자얀티, 키르티나샤, 다르마간지가 있다.
샤리아트푸르구의 면적은 1,181.53km2 (456.19 sqmi)이다. 6개의 우파질라, 6개의 지방 자치체, 65개의 유니언 패리샤드, 616개의 무자, 1243개의 마을, 213,677가구로 구성되어 있다.

## 인구
| 연도     | 인구      | ±% p.a. |
| -------- | --------- | ------- |
| 1974     | 716,975   | —       |
| 1981     | 845,662   | +2.39%  |
| 1991     | 953,021   | +1.20%  |
| 2001     | 1,082,300 | +1.28%  |
| 2011     | 1,155,824 | +0.66%  |
| 2022     | 1,294,561 | +1.04%  |
| Sources: |           |         |

2022년 방글라데시 인구 조사에 따르면 샤리아트푸르구는 308,963가구, 인구 1,294,561명이며, 그 중 31.4%가 도시 지역에 거주하고 있다. 인구 밀도는 km2당 1,103명이었다. 전국 평균 74.7%에 비해 문맹률(7세 이상)은 72.8%였다.

## 교육
샤리아트푸르구에는 772개의 초등학교, 19개의 하위 중등학교, 83개의 중등학교, 42개의 마드라사가 있다. 또한 3개의 공립 대학과 13개의 사립 대학, 1개의 폴리테크닉 인스티튜트, 1개의 직업 학교와 대학, 1개의 사립 대학과 1개의 사립 의과 대학이 있다.

## 같이 보기
- 방글라데시의 구
- 다카주